# La Paz, Santander
La Paz là một khu tự quản thuộc tỉnh Santander, Colombia. Thủ phủ của khu tự quản La Paz đóng tại La Paz Khu tự quản La Paz có diện tích 362 ki lô mét vuông. Đến thời điểm ngày 28 tháng 5 năm 2005, khu tự quản La Paz có dân số 6457 người.